# Kreuzkapelle (Kitzingen)

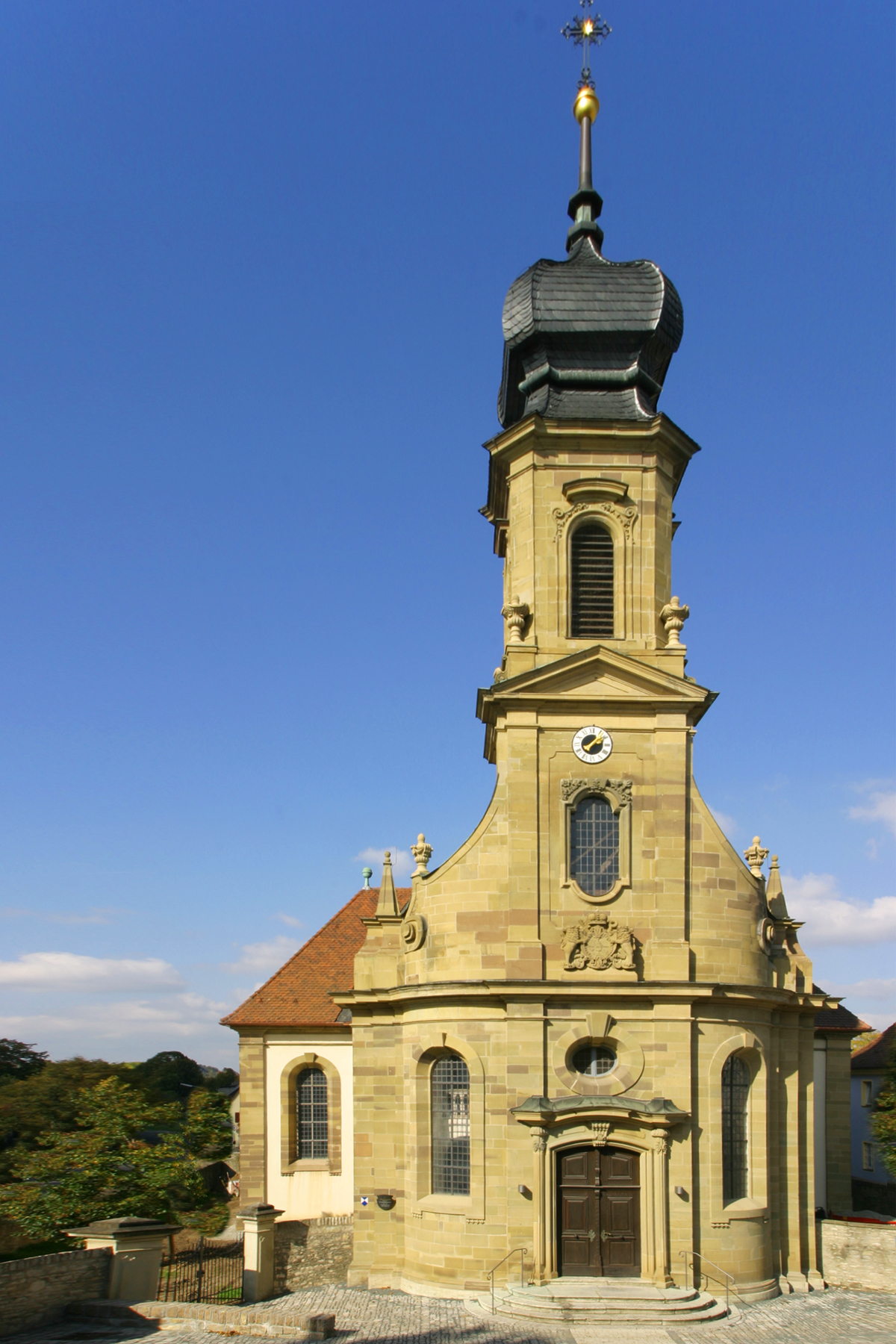
Kreuzkapelle (Frontansicht)

Die Kreuzkapelle (Kapelle zum Heiligen Kreuz, Heilig-Kreuz) ist eine kleine barocke katholische Kirche im Stadtteil Etwashausen der Stadt Kitzingen. Sie wurde  ab 1741 nach den Plänen von Balthasar Neumann erbaut und 1745 feierlich geweiht.
Die Originalität und das Niveau der neumannschen Architektur sind für eine Dorfkirche bemerkenswert und brauchen den Vergleich zu seinen anderen sakralen Bauten nicht zu scheuen.

## Auftraggeber

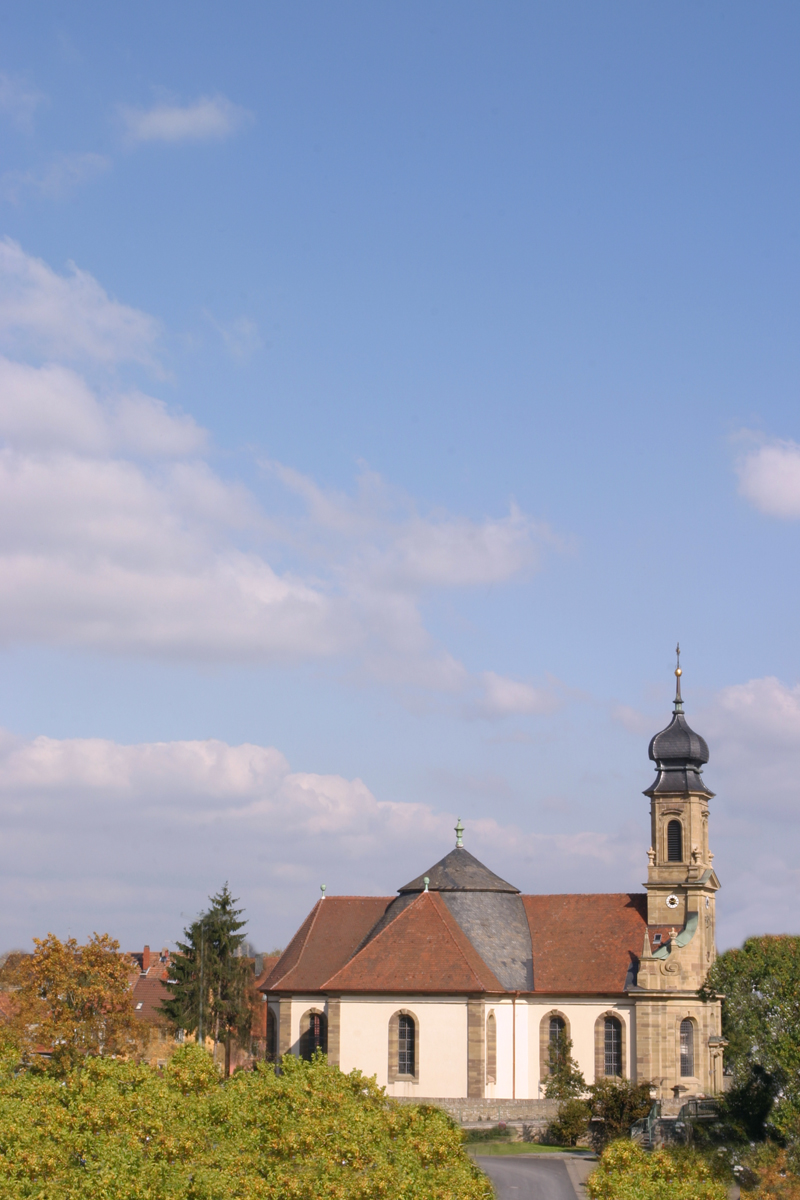
Kreuzkapelle (Seitenansicht)

Auftraggeber war der Würzburger Fürstbischof Friedrich Carl von Schönborn. Heilig-Kreuz ist Neumanns aufwendigste Dorfkirche, sollte sie doch ein bedeutender Widerpart zu der mit Schönborns Erlaubnis in unmittelbarer Nähe errichteten evangelischen Kirche Sankt Michael sein. Der Fürstbischof wollte zum einen Liberalität, zum anderen den absoluten Vorrang der Katholischen Kirche demonstrieren. Es entstand einer der schmucklosesten, ganz auf die Architektur konzentrierten Bauten Neumanns.

## Architektur
Der Grundriss von Heilig-Kreuz entspricht dem in Franken weit verbreiteten Fassadenturmtyp, der sich – dem Patrozinium entsprechend – aus der Form des lateinischen Kreuzes entwickelt. Das Baumaterial ist fränkischer Sandstein, das Dach wurde mit Schiefer gedeckt. Die Fassade zeigt sich rund gebogen und fast ganz auf die Mittelachse zentriert, aus der der relativ niedrige Turm mit Zwiebelhaube und vier Glocken erwächst. Wegen der Brandgefahr wünschte der Fürstbischof eine feste Einwölbung.
Neumanns ursprüngliche Pläne sahen eine optimale Rotunde im Vierungsbereich vor. Durch Ausrundung der Ecken wurde die Vierung noch vor der Fertigstellung 1745 in ihrer Grundfläche erweitert. Die Ausrundungen verlaufen über einen gemeinsamen Grundkreis, die Rotunde ist bereits in der Außenmauer zu erkennen. Die Vierungsrotunde ist eine Vier-Arkaden-Rotunde mit Säulenpaaren, die schematisch auf der Konstruktion der Schönbornkapelle des Würzburger Doms aufbaut. Im Vergleich zu dieser sind jedoch die Säulen von der Rücklage gelöst, so dass zwischen den Wandteilen und den Säulen ein Umgang entsteht. Der Raum erscheint immer wie in Bewegung, da sich Raumöffnungen und Durchblicke bilden und sich das Licht an den Säulen bricht. Zudem sitzt die Wölbung direkt auf dem Säulengebälk. Es fehlen die zylindrischen Zwickelwände, weshalb die Bogenarkaden im Ursprungskonzept wieder in die Wölbschale einschneiden und das Ganze so niedrig wird, dass eine einheitliche Gewölbezone entsteht. Der innere Aufbau gewinnt dadurch Transparenz und Weite. Die Säulenpaare und die ausschwingenden Bögen bilden die innere Schale der Rotunde, die äußere wird durch die gerundeten Mauerstücke der Vierungsecken erzeugt, die konzentrisch um die innere Rotunde herum gelegt sind. Sie bildet die Rücklage für die Säulenpaare. Den Effekt, einen Raum durch Raum zu umgeben (Hüllraumeffekt) verwendete Neumann auch für die Gestaltung von Chor und Empore. Den Chorschluss trennte er durch eine Dreierarkade toskanischer Ordnung vom Chorjoch. Pendant ist eine ähnliche Arkatur, nun mit Pilastern, im Eingangs- und Emporenbereich.
Neumanns Pläne hinsichtlich der Wölbung überforderten jedoch die örtliche Bauleitung. Daher ersetzte der Baumeister Bogenarkaden und Zwischengewölbe durch vier Stichkappen. Sie schneiden nun in spitzer Dreiecksform tief in die Wölbschale ein, die nur noch aus schmalen Füßen und einer flachen Scheitelkalotte besteht. Die Rotundenidee des Unterbaus wird somit in ihr Gegenteil verkehrt. Die ursprünglich geplante elegante Bogenführung wird in der Wölbung durch eine Härte und Sperrigkeit der Erscheinung ersetzt.
Durch die geringe Betonung des Langarmes im Verhältnis zu den anderen drei Kreuzarmen erscheint der Raum auf die Vierung konzentriert und somit als Zentralraum. Die Kreuzung bildet ein ungleichseitiges Achteck mit tief herabgezogener Kuppelwölbung.

## Ausstattung

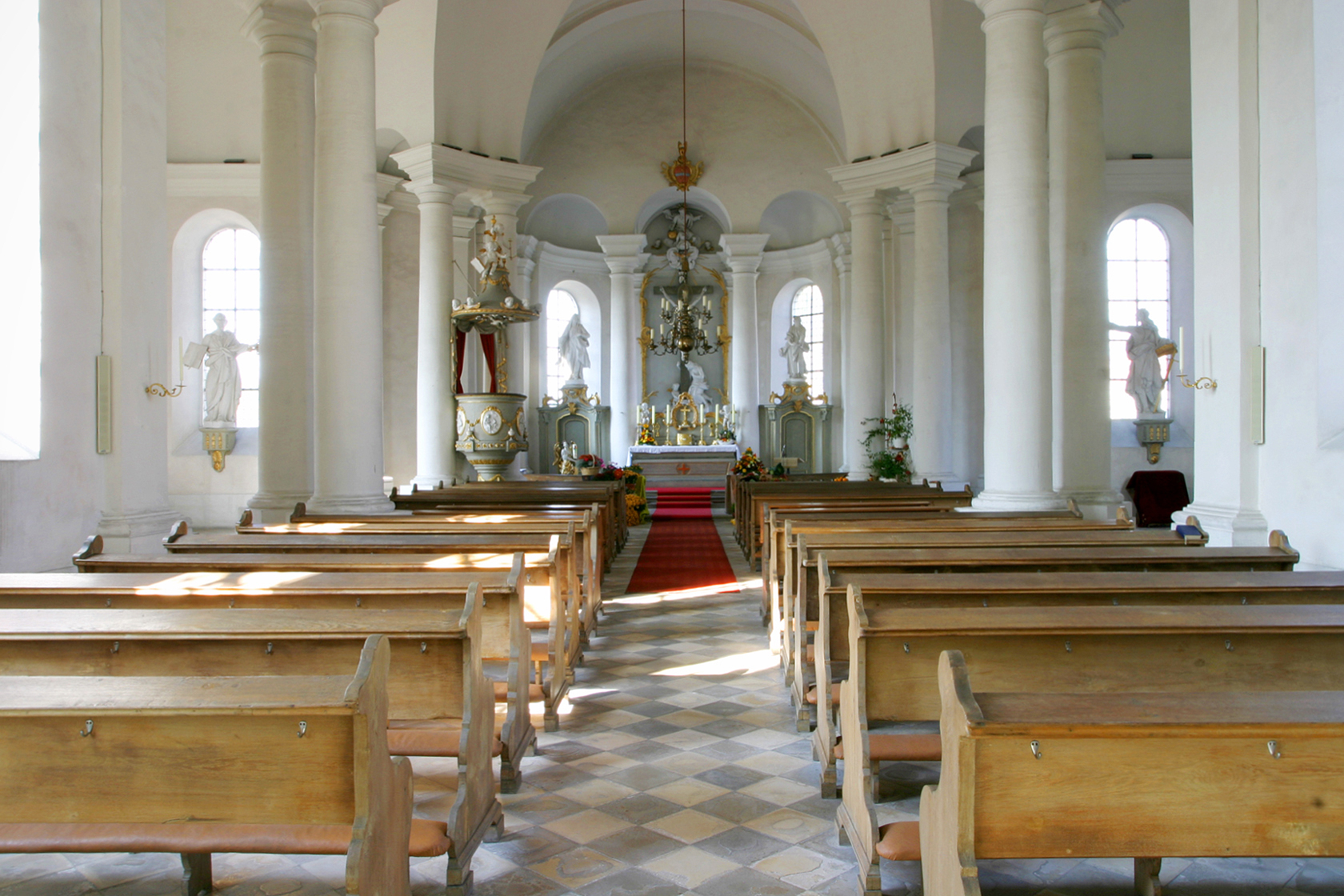
Kreuzkapelle (Innenraum)

Der Innenraum besitzt keine Malerei und keinen Stuck, er ist lediglich weiß ausgemalt. Nach dem Wunsch des Bauherrn sind auch Altäre und Kanzel zurückhaltend gestaltet.
Der Altar verfügt über einen Aufbau mit Engelsfiguren und wurde wahrscheinlich von einem Meister aus dem Umfeld von Johann Peter Wagner geschaffen. Gestiftet hat ihn Johann Caspar Barthel (1697 bis 1771), Dekan von Stift Haug in Würzburg und Regens des Priesterseminars.  Ein Kreuz mit Maria Magdalena erhebt sich an der Rückwand. Figuren von Maria und Johannes thronen über den Eingängen, in den Fenstern der Seitenarme Petrus und Paulus vom ehemaligen Hochaltar der Pfarrkirche Sankt Johannes. Die Kanzel von 1799 stammt von Heinrich Nickel, einem Schüler von Johann Peter Wagner.

## Kirchweihe
Die Kirchweihe fand am 17. Oktober im Jahre 1745 statt und damit genau 1000 Jahre nach der Weihe des Benediktinerinnenklosters in Kitzingen im Jahre 745. Den Überlieferungen zufolge verliefen die Feierlichkeiten mindestens für die dörflichen Verhältnisse Etwashausens in ungewöhnlich großem, aufwendigem Rahmen.
Gedenk der Einweihung der Kreuzkapelle findet alljährlich die Etwashäuser Kirchweih (Ebshäuser Kerm) am zweiten oder dritten Sonntag im Oktober statt. Die viertägigen Feierlichkeiten sind weit über die städtischen Grenzen Kitzingens bekannt und nicht nur der festliche Umzug mit Spielmannszügen, mit Gemüse geschmückten Wagen und den Honoratioren lockt viele Besucher und Zuschauer an.
Für die Etwashäuser erfüllt die Kirchweih auch den Zweck des Erntedankfestes. In der Regel wird am Kirchweihmontag ein ökumenischer Gottesdienst in der Kreuzkapelle gefeiert.

## Weiteres
- Dass das Gotteshaus als „Kapelle“ bezeichnet wird, obwohl es sich um einen durchaus stattlichen Bau handelt, hängt damit zusammen, dass sie von Anfang an als Filialkirche der städtischen Pfarrkirche (St. Johannes) auf der anderen Mainseite konzipiert wurde und somit kirchenrechtlich lediglich eine Nebenkirche bildet. Im Fränkischen werden Filialkirchen trotz ihrer oft erheblichen Größe bisweilen als „Kapellen“ bezeichnet (siehe auch Marienkapelle Würzburg).
- Die Kreuzkapelle ist ein geschütztes Kulturgut nach den Haager Konventionen.

- In den Sommermonaten findet zurzeit sonntäglich um 19:00 Uhr die Messfeier statt. In den kalten Monaten kann die Kapelle nicht angemessen beheizt werden.
- Der Grundriss der Kreuzkapelle, ein lateinisches Kreuz, war zwischen 1991 und 2002 auf der Rückseite des damals im Umlauf befindlichen 50-DM-Scheins abgebildet. Grundriss auf dem 50-DM-Schein